# Τ

Tau en una letra capital del Etymologicum Magnum (1499).

Tau (en mayúscula Τ, en minúscula τ; llamada en griego antiguo ταῦ taû /tâu̯/̯, en griego moderno ταυ taf /taf/) es la decimonovena letra del alfabeto griego. La letra tau es el origen de las letras T latina y Т cirílica, que actualmente tienen idéntico aspecto en su forma mayúscula pero diferente en su forma minúscula.
En el sistema de numeración griega tiene un valor de 300 (Τʹ).

## Historia

### Variantes epigráficas
En las fuentes epigráficas arcaicas aparecen las siguientes variantes:

## Uso
En el sistema de numeración griega tiene un valor de 300 (τʹ).
τ es usada como símbolo de:
- El número áureo 1.618 tiene numerosas propiedades matemáticas,,[5] además de estar presente en la naturaleza y el arte, y se representa por la letra griega Tau (Τ τ), aunque con más frecuencia se usa la letra Fi (Φ,φ) a estos efectos.

- Tau también se emplea en matemáticas para nombrar la constante entre la longitud y el radio de una circunferencia, de tal forma que equivale a 2π y es igual a 6,28318530717958647692528 aproximadamente.

- Constante de tiempo en circuitos de primer orden RL y RC.

- El par, torque, torca o momento de fuerza, producto vectorial de la fuerza por la distancia, que también se suele representar con la letra M.

- La componente tangencial de las tensiones producidas en sólidos deformables bajo la aplicación de una fuerza.

- Una partícula subatómica del grupo de los leptones, conocida como partícula tau o tauón en física. También se utiliza para representar la vida media de una muestra radiactiva.

- En economía, principalmente en modelos macroeconómicos, suele emplearse para designar a los impuestos cobrados por el Estado.
- En farmacocinética, simboliza el intervalo de tiempo entre los que se administran las dosis de modelos de dosis múltiple.

- La cruz (tau franciscana) utilizado por los franciscanos.

- El signo «taw» - «tau» en la Biblia

- Se denominan Tau de Goodman y Kruskal y Tau de Kendall a dos pruebas estadísticas no paramétricas utilizadas para medir la relación entre variables cualititativas.

En medio del nombre de fray León, entre la «e» y la «o» se encuentra el trazo vertical de la letra tau, cuyas líneas transversales son más cortas y finas.
En el videojuego Half life, el cañón Tau (rayo láser) y su secuela Half Life 2, en el carro de arena del capítulo "Carretera 17".

## Unicode
- Griego y copto[6]

| Carácter      | Τ                        | Τ                        | τ                      | τ                      | Ⲧ                         | Ⲧ                         | ⲧ                       | ⲧ                       |
| ------------- | ------------------------ | ------------------------ | ---------------------- | ---------------------- | ------------------------- | ------------------------- | ----------------------- | ----------------------- |
| Unicode       | GREEK CAPITAL LETTER TAU | GREEK CAPITAL LETTER TAU | GREEK SMALL LETTER TAU | GREEK SMALL LETTER TAU | COPTIC CAPITAL LETTER TAU | COPTIC CAPITAL LETTER TAU | COPTIC SMALL LETTER TAU | COPTIC SMALL LETTER TAU |
| Codificación  | decimal                  | hex                      | decimal                | hex                    | decimal                   | hex                       | decimal                 | hex                     |
| Unicode       | 932                      | U+03A4                   | 964                    | U+03C4                 | 11430                     | U+2CA6                    | 11431                   | U+2CA7                  |
| UTF-8         | 206 164                  | CE A4                    | 207 132                | CF 84                  | 226 178 166               | E2 B2 A6                  | 226 178 167             | E2 B2 A7                |
| Ref. numérica | &#932;                   | &#x3A4;                  | &#964;                 | &#x3C4;                | &#11430;                  | &#x2CA6;                  | &#11431;                | &#x2CA7;                |
| Ref. entidad  | &Tau;                    | &Tau;                    | &tau;                  | &tau;                  |                           |                           |                         |                         |
| DOS Greek     | 147                      | 93                       | 171                    | AB                     |                           |                           |                         |                         |
| DOS Greek-2   | 208                      | D0                       | 238                    | EE                     |                           |                           |                         |                         |
| Windows 1253  | 212                      | D4                       | 244                    | F4                     |                           |                           |                         |                         |
| TeX           |                          |                          | \tau                   | \tau                   |                           |                           |                         |                         |

- Matemáticas[7][8][9][10][11][12][13][14][15][16]| Carácter      | 𝚻                             | 𝚻                             | 𝛕                           | 𝛕                           | 𝛵                               | 𝛵                               | 𝜏                             | 𝜏                             | 𝜯                                    | 𝜯                                    | 𝝉                                  | 𝝉                                  |
| ------------- | ----------------------------- | ----------------------------- | --------------------------- | --------------------------- | ------------------------------- | ------------------------------- | ----------------------------- | ----------------------------- | ------------------------------------ | ------------------------------------ | ---------------------------------- | ---------------------------------- |
| Unicode       | MATHEMATICAL BOLD CAPITAL TAU | MATHEMATICAL BOLD CAPITAL TAU | MATHEMATICAL BOLD SMALL TAU | MATHEMATICAL BOLD SMALL TAU | MATHEMATICAL ITALIC CAPITAL TAU | MATHEMATICAL ITALIC CAPITAL TAU | MATHEMATICAL ITALIC SMALL TAU | MATHEMATICAL ITALIC SMALL TAU | MATHEMATICAL BOLD ITALIC CAPITAL TAU | MATHEMATICAL BOLD ITALIC CAPITAL TAU | MATHEMATICAL BOLD ITALIC SMALL TAU | MATHEMATICAL BOLD ITALIC SMALL TAU |
| Codificación  | decimal                       | hex                           | decimal                     | hex                         | decimal                         | hex                             | decimal                       | hex                           | decimal                              | hex                                  | decimal                            | hex                                |
| Unicode       | 120507                        | U+1D6BB                       | 120533                      | U+1D6D5                     | 120565                          | U+1D6F5                         | 120591                        | U+1D70F                       | 120623                               | U+1D72F                              | 120649                             | U+1D749                            |
| UTF-8         | 240 157 154 187               | F0 9D 9A BB                   | 240 157 155 149             | F0 9D 9B 95                 | 240 157 155 181                 | F0 9D 9B B5                     | 240 157 156 143               | F0 9D 9C 8F                   | 240 157 156 175                      | F0 9D 9C AF                          | 240 157 157 137                    | F0 9D 9D 89                        |
| Ref. numérica | &#120507;                     | &#x1D6BB;                     | &#120533;                   | &#x1D6D5;                   | &#120565;                       | &#x1D6F5;                       | &#120591;                     | &#x1D70F;                     | &#120623;                            | &#x1D72F;                            | &#120649;                          | &#x1D749;                          |

| Carácter      | 𝝩                                        | 𝝩                                        | 𝞃                                      | 𝞃                                      | 𝞣                                               | 𝞣                                               | 𝞽                                             | 𝞽                                             |
| ------------- | ---------------------------------------- | ---------------------------------------- | -------------------------------------- | -------------------------------------- | ----------------------------------------------- | ----------------------------------------------- | --------------------------------------------- | --------------------------------------------- |
| Unicode       | MATHEMATICAL SANS-SERIF BOLD CAPITAL TAU | MATHEMATICAL SANS-SERIF BOLD CAPITAL TAU | MATHEMATICAL SANS-SERIF BOLD SMALL TAU | MATHEMATICAL SANS-SERIF BOLD SMALL TAU | MATHEMATICAL SANS-SERIF BOLD ITALIC CAPITAL TAU | MATHEMATICAL SANS-SERIF BOLD ITALIC CAPITAL TAU | MATHEMATICAL SANS-SERIF BOLD ITALIC SMALL TAU | MATHEMATICAL SANS-SERIF BOLD ITALIC SMALL TAU |
| Codificación  | decimal                                  | hex                                      | decimal                                | hex                                    | decimal                                         | hex                                             | decimal                                       | hex                                           |
| Unicode       | 120681                                   | U+1D769                                  | 120707                                 | U+1D783                                | 120739                                          | U+1D7A3                                         | 120765                                        | U+1D7BD                                       |
| UTF-8         | 240 157 157 169                          | F0 9D 9D A9                              | 240 157 158 131                        | F0 9D 9E 83                            | 240 157 158 163                                 | F0 9D 9E A3                                     | 240 157 158 189                               | F0 9D 9E BD                                   |
| Ref. numérica | &#120681;                                | &#x1D769;                                | &#120707;                              | &#x1D783;                              | &#120739;                                       | &#x1D7A3;                                       | &#120765;                                     | &#x1D7BD;                                     |